# ひばり児童合唱団
ひばり児童合唱団（ひばりじどうがっしょうだん）は、東京都目黒区にある日本の児童合唱団である。
1943年、皆川和子によって東京都杉並区荻窪で設立される。年1回の定期演奏会の他、アーティストのコンサートへの出演・オペラ（舞台）・テレビ出演・CM・CDレコーディング等の活動もしている。

## 概要
3歳から高校3年生までで構成される合唱団（ただし、正式な団員は小学2年生から）。
合唱団の演奏会の伴奏者やゲストに学生時代の矢代秋雄、冨田勲らが出演したことがある。
英語表記はHibari children chorus
所在地 - 東京都目黒区洗足1-22-2

## 歴史
- 1943年 - 皆川和子が近所の子供を集めて歌唱指導を始める。
- 1944年 - 皆川が神奈川県足柄上郡山北町に疎開し、春和会書道塾を開設。塾生は同時に春和会児童合唱団の団員となる。
- 1946年 - 団員がNHK学校放送に出演するようになり、名称を「ひばり児童合唱団」と改名。
- 1950年 - 皆川の転居にともない、本部を神奈川県横浜市鶴見に移転。
- 1951年 - コロムビア専属となる。
- 1955年 - 本部を現在の目黒区洗足に移転。
- 1962年 - キングレコード専属契約。
- 1971年 - 沖縄民謡「じんじん」で第13回日本レコード大賞童謡賞受賞。
- 1974年 - カーペンターズの来日公演（日本武道館）に出演。（共演曲は「シング（Sing）」）
- 1980年 - 矢野顕子の4枚目のスタジオアルバム「ごはんができたよ」のレコーディングに参加。
- 1999年 - セリーヌ・ディオンの来日公演（東京ドーム）に出演。（共演曲は「レッツ・トーク・アバウト・ラヴ（Let's Talk About Love）」）
- 2004年 - 皆川が脳梗塞で倒れたことを機に、皆川の甥で元童謡歌手の皆川おさむ（本名：皆川理）が代表に就任。
- 2014年8月16日 - 皆川和子が92歳で死去。
- 2025年7月23日 - 皆川おさむが62歳で死去[1][2]。

## 参加作品
- チャージマン研!(1974年) - オープニングテーマ「チャージマン研！」
- ケロロ軍曹(2008年) - エンディングテーマ「ケロ猫のタンゴ」（「皆川おさむとひばり児童合唱団」名義)
- 新・のび太の宇宙開拓史(2009年) - ドラえもん映画シリーズ第29作目挿入歌「キミが笑う世界」
- 新・のび太の大魔境 〜ペコと5人の探検隊〜(2014年) - ドラえもん映画シリーズ第34作目劇中歌「夢をかなえてドラえもん合唱バージョン」
- のび太の南極カチコチ大冒険(2017年) - ドラえもん映画シリーズ第37作目劇中歌「パオパオダンス」

## 主な出身者・関係者
- 安田祥子 - 歌手、由紀さおりの姉
- 由紀さおり - 歌手、団員時代は「安田章子」の名前で活動
- 本間千代子
- 松島トモ子
- 伊東恵里
- 横町慶子
- ひのきしんじ
- 吉永小百合 - 団員ではないが、皆川和子の個人レッスンを受けていた
- 皆川おさむ - 現在の主宰者、創立者の甥
- 冨田勲 - 高校在学中から音楽の指導をしていた．児童劇のための作曲もしている
- 中原淳一 - 制服をデザインした
- 米山正夫